# Luiseth Materán
Luiseth Emiliana Materán Bolaño (Los Teques, Miranda, Venezuela; 14 de julio de 1996) es una actriz, periodista, modelo, animadora y reina de belleza venezolana. Materán participó en el Miss Venezuela 2020, logrando posicionarse dentro del top 5. Posteriormente, fue designada como Miss Universo Venezuela 2021, y por lo tanto, participó en Miss Universo 2021, representando a su país en dicha edición, donde obtuvo la clasificación entre las 16 semifinalistas del certamen . En 2022, fue designada y representó a Venezuela en Miss Grand Internacional 2022, en Yakarta, Indonesia, dónde logró la posición de tercera finalista.

## Vida y carrera

### Primeros años y educación
Materán nació en Los Teques, Miranda. Es la menor de siete hermanos, sus padres son los mirandinos Luis Augusto Materán Ruiz, abogado y Emile Margarita Bolaño de Materán, administradora. Antes de participar en el Miss Venezuela, Luiseth obtuvo una licenciatura con honores en Comunicación Social de Publicidad y Mercadeo otorgado por la Universidad Católica Andrés Bello de Caracas. Posteriormente a ello, se convirtió en "Directora de Comunicaciones" de la Red Social de Conocimiento CEOS.
Por otro lado, Luiseth ha incursionado en el mundo  de la actuación. Uno de sus primeros trabajos fue en Intrigas tras cámaras, telenovela escrita por Carmelo Castro basado en un texto original de Henry Galué y producida por Quimera Visión y que posiblemente será para la cadena venezolana Televen .

## Trayectoria

### Miss Globe Venezuela 2015
Con tan solo 19 años, Materán comenzaría su carrera en el mundo de la belleza, al participar en el concurso nacional, Miss Globe Venezuela, portando la banda de su estado natal, Miranda. Posteriormente a ello, el 18 de diciembre de 2015, Materán obtendría su primer título, como Miss Globe Venezuela 2015. Por ende le correspondía representar a Venezuela en el certamen internacional en Turquía, pero en aquel momento hubo atentados terroristas en Estambul y no tuvo la oportunidad de viajar a ese país.

### Miss Venezuela 2020
Materán se postula como aspirante al Miss Venezuela, donde oficialmente sería seleccionada como candidata para representar nuevamente a su estado natalː Miranda, esta vez en el Miss Venezuela 2020. Luiseth compitió junto a otras 21 candidatas por la disputada corona, convirtiéndose en una de las grandes favoritas de dicha edición, obteniendo un premio especial como Miss Solidaridad y resultando finalmente en la clasificación dentro del grupo de finalistas, en el Top 5, evento ocurrido el 24 de septiembre de 2020.

### Miss Universo Venezuela 2021
El viernes, 2 de julio de 2021, en un evento especial transmitido durante el magazine matutino, Portada's, Luiseth Materán, Miss Miranda 2020, y finalista de Miss Venezuela 2020, fue designada y titulada como Miss Universo Venezuela 2021 por la Organización Miss Venezuela.
Después de 30 años de haber sido seleccionada, Jackeline Rodríguez, para representar al país en Miss Universo 1991, Materán se convierte en la cuarta venezolana en ser designada para competir en el concurso internacional. Peculiarmente, Rodríguez, inicialmente también sería quien portara la banda del estado Miranda en Miss Venezuela 1991, misma entidad que representó Materán en 2020. La primera designación venezolana para este evento se dio en 1960 con Mary Quiróz Delgado, quien fuese Miss Yaracuy 1957.
En agosto de 2021, se integró como animadora invitada del magazine matutino Portada's, de Venevisión, como parte de su preparación para el concurso Miss Universo 2021.
El 27 de agosto de 2021, asistió a un encuentro cultural en las instalaciones de la Confederación de Asociaciones Israelitas de Venezuela (CAIV), en donde fue reciba por su junta directiva,  conformada por los señores Saúl Levine, Abraham Waimberg y Miguel Truzman, en representación de la comunidad judía de ese país sudamericano.
El 4 de septiembre del 2021, gracias al apoyo de organizaciones sin de lucro como hechos  en Venezuela, esperanzas sin fronteras y funda crecer, Materán participó en una jornada social en la comunidad Ramo Verde del estado Miranda, en dónde donó alimentos, agua potable y medicamentos a la población de ese humilde barrio venezolano
El 5 de septiembre de 2021, inició una nueva temporada como animadora del programa, Más allá de la Belleza, de Venevisión Plus, junto a Mariángel Villasmil, Alejandra Conde e Isbel Parra; compartiendo todas las noticias y preparativos para sus concursos internacionales, así como toda la temporada de la belleza del Miss Venezuela 2021.
El 20 de octubre de 2021 asistió a un encuentro cultural y social en el complejo deportivo Club Hebraica de Caracas, en donde compartió con la directiva y con jóvenes de origen judío.

### Miss Universo 2021
Como Miss Universo Venezuela, Materán obtuvo el derecho de representar a Venezuela en Miss Universo 2021 en Eilat, Israel, el 12 de diciembre de 2021, logrando clasificar entre las 16 semifinalistas.

### Miss Grand Internacional 2022
Luego de la renuncia de la electa Miss Grand Venezuela 2022, Materán fue designada para representar a Venezuela en el certamen Miss Grand Internacional 2022 en Yakarta, Indonesia. En donde ocupó el puesto de tercera finalista.

## Filmografía
| Año  | Título                | Papel | Notas |
| ---- | --------------------- | ----- | ----- |
| 2021 | Intrigas tras cámaras |       |       |

## Cronología
| Predecesor: Vanessa Coello      | Miss Grand Venezuela 2022    | Sucesor: Valentina Martínez |
| Predecesor: Mariángel Villasmil | Miss Universo Venezuela 2021 | Sucesor: Amanda Dudamel     |
| Predecesor: Rashell Delgado     | Miss Miranda 2020            | Sucesor: Selene Delgado     |

| Venezuela en los Grand Slam 2021 | Venezuela en los Grand Slam 2021 | Venezuela en los Grand Slam 2021 | Venezuela en los Grand Slam 2021 | Venezuela en los Grand Slam 2021 | Venezuela en los Grand Slam 2021 | Venezuela en los Grand Slam 2021 |
| Miss Universo                    | Miss Mundo                       | Miss Internacional               | Miss Intercontinental            | Miss Tierra                      | Miss Supranacional               | Miss Grand Internacional         |
| -------------------------------- | -------------------------------- | -------------------------------- | -------------------------------- | -------------------------------- | -------------------------------- | -------------------------------- |
| Luiseth Materán                  | Alejandra Conde                  | Suspendido                       | Auri López                       | María Daniela Velasco            | Valentina Sánchez                | Vanessa Coello                   |

| Venezuela en los Grand Slam 2022 | Venezuela en los Grand Slam 2022 | Venezuela en los Grand Slam 2022 | Venezuela en los Grand Slam 2022 | Venezuela en los Grand Slam 2022 | Venezuela en los Grand Slam 2022 | Venezuela en los Grand Slam 2022 |
| Miss Universo                    | Miss Mundo                       | Miss Internacional               | Miss Intercontinental            | Miss Tierra                      | Miss Supranacional               | Miss Grand Internacional         |
| -------------------------------- | -------------------------------- | -------------------------------- | -------------------------------- | -------------------------------- | -------------------------------- | -------------------------------- |
| Amanda Dudamel                   | Ariagny Daboín                   | Isbel Parra                      | Emmy Carrero                     | Oriana Pablos                    | Ismelys Velásquez                | Luiseth Materán                  |

- Datos: Q107406810
- Multimedia: Luiseth Materán / Q107406810